# 大同プラント工業
大同プラント工業株式会社（だいどうプラントこうぎょう、英: Daido Plant Industries Co.,Ltd.）は、愛知県名古屋市南区に本社を置く工業炉メーカー。
大同特殊鋼の子会社で工業炉や機械設備の製造販売およびメンテナンスなどを行う。

## 沿革
- 1960年（昭和35年）7月1日 - 「中央プラント工業株式会社」として設立。
- 1961年（昭和36年）6月 - 「大同プラント工業株式会社」に商号を変更。
- 1985年（昭和60年）10月 - 大同窯炉株式会社と合併。
- 1987年（昭和62年）10月 - 大同特殊鋼株式会社より脱湿装置の営業権を譲受。
- 2001年（平成13年）12月 - ダイドーハーエンジニアリング株式会社よりターミナル設備の営業権を譲受。
- 2007年（平成19年）4月 - 大同特殊鋼株式会社よりシールドルームの営業権を譲受。
- 2011年（平成23年）3月 - ISO 9001認証を取得。

## 主な製品
- 工業炉
- 雰囲気ガス発生装置
- 除湿装置
- プロセスライン設備
- 磁気シールドルーム
- ダム取水口用除塵機

## 事業所
- 本社（愛知県名古屋市南区）
- 東京営業所（神奈川県川崎市川崎区）